# La Máquina de Hacer Pájaros
La Máquina de Hacer Pájaros ("A máquina de fazer pássaros") foi um supergrupo argentino de rock progressivo, que esteve ativo entre 1976 e 1977. Seus integrantes foram Charly Garcia, Oscar Moro (ex Los Gatos e Color Humano), Carlos Cutaia (ex Pescado Rabioso), Gustavo Bazterrica (futuro integrante de Los Abuelos de La Nada) e José Luís Fernández (ex Crucis).
Depois da dissolução de Sui Generis, Charly García iniciou um novo projeto, introduzindo a novidade dos tecladistas simultâneos no cenário. Esta banda, como disse Charly, pretendia ser “o Yes do subdesenvolvimento”. É reconhecida fortes influencias de Genesis, Yes, Camel, Pink Floyd, Focus e Steely Dan. Teve pouca aceitação do público argentino durante sua época de atividade sendo somente alguns anos depois que alcançou um reconhecimento notável.

## Historia

### Inícios

Charly García durante um concerto de La Máquina de Hacer Pájaros no Luna Park, 1976.

No ano de 1976 o rock progresivo e o sinfônico era um gênero exitoso, reconhecido no âmbito mundial e, também, no cone sul da América (Argentina, Chile e Uruguai). Argentina desenvolveria bandas reconhecidas como Invisible, Crucis, Alas e Espíritu. Logo após a dissolução de Sui Generis com dois concertos que massificaram o rock na Argentina, Charly García, havia entrado em um período de incertezas e angustias. Tratando de canalizar isso, iniciou diversos projetos, como PorSuiGieco que nasceu como una reunião de amigos, Raúl Porchetto, Sui Generis, León Gieco, e María Rosa Yorio (esposa de Charly), a ideia principal era conformar uma editora (musical) y que terminou com o formato de um álbum y vários concertos. O rock progressivo ye o sinfônico ganhou o interesse de García, como demonstra o solo de teclados y piano no concerto despedida de Sui Generis (na canção "Un hada un cisne"), na linha de Rick Wakeman de Yessongs, y os arranjos de Pequeñas anécdotas sobre las instituciones (último álbum de Sui Generis) que ja insinuava arranjos elaborados, além do mais de seu reconhecido apreço por Procol Harum ou sua banda de maior influência The Beatles.
Oscar Moro, ex baterista de Los Gatos e de Color Humano entre outros, havia dito a Charly que queria trabalhar com ele. Foi Moro justamente o primeiro convocado. Desde agosto de 1974, José Luis Fernández tocava o baixo na banda Crucis. Em maio de 1975, Charly García tinha o convidado a gravar no álbum Porsuigieco (entre o 28 de maio e o 18 de junho de 1975) como músico de sessão. Finalmente García o convenceu para abandonar Crucis e se unir com ele e Moro. A estreia desse trio (Moro, García y Fernández) ocorreu em Córdoba, pouco depois, nesse show conhecem à um fã, que também era músico, que tocava a guitarra, chamado Gustavo Bazterrica, que se transformaria no quarto membro do grupo. Uma vez solidificados como quarteto, "La Máquina" realiza suas primeiras apresentações na casa de shows La Bola Loca na cidade de Buenos Aires, propriedade de Atilio Stampone. Também havia se incorporado um coral planejado por Ana María Quatraro e Héctor Dengis. Porém Charly, inconformado decide convidar outro integrante para poder alcançar uma identidade do grupo independente dele, e eliminar ao coral, com isso Carlos Cutaia entrou na banda, ex integrante de Pescado Rabioso.
La Máquina foi contemporânea ao começo da ditadura argentina e é nesse grupo aonde Charly começa a revelar seu potencial como músico, compositor, cantor e letrista.

### La Máquina de Hacer Pájaros
Com o material suficiente para gravar um álbum (muito do qual já vinha de Sui Generis), começaram a tocar em meados de 1976 em locais para somente trezentas pessos, para terminar de se impor. Nessa época existia uma tirinha de humor, cujo protagonista se chamava García e a história tinha como título "García y La Máquina de Hacer Pájaros" (García e a Máquina de fazer pássaros),  a coincidência fez com que adotassem esse nome para a banda. O desenhista e humorista autor dessa tirinha, chamado "Crist", fez como homenagem uma historinha para a capa do primeiro álbum, aonde o protagonista apresentava a banda, definindo-a como "um pássaro progressivo". 
Com esse material, totalmente escrito por García, ainda contra suas pretensões, já que esperava ser um mero integrante e não o seu líder, gravaram seu primeiro álbum, cujo título era homônimo à banda. Não há uma presença preponderante da voz de Charly neste álbum de La Máquina. Entretanto se pode escutar os coros de Celeste Carballo, com apenas vinte anos. O álbum contém sete canções extensas, aonde se pode destacar a canção "Como mata el viento norte", também "Bubulina" que já formava parte do repertório ao vivo de Sui Generis. A letra era uma homenagem a María Rosa Yorio, que na época era a parceira de Charly e a mãe de Miguel, seu filho. Em um dos envelopes internos do disco estava la tirinha de Crist. A capa externa era um desenho escuro desenhado por Gatti. O álbum esta acentuadamente marcado por una produção de qualidade, y elaboração, os contrastes entre os dois tecladistas e o  sinfonismo, típicas matrizes do rock progressivo.
La Máquina de Hacer Pájaros se apresentou formalmente no Teatro Astral no mês de novembro de 1976. A expectativa por ver ao novo grupo de Charly García, fez com que o lugar ficasse completamente lotado.
Após certo tempo, a Argentina se encontrava em um regime militar fazendo com que a banda fosse vítima de censura.

### O álbumPelículase a dissolução
Seu segundo álbum de estúdio tinha o nome Películas foi editado em 1977. A ditadura de Videla impunha uma censura ferrenha, nisso a canção "Que se puede hacer salvo ver películas" (Que se pode fazer a não ser ver filmes) foi feita em relação ao momento que se vivia no país. A capa tinha uma mensagem relacionada com o momento que se vivia: aparecem os integrantes da banda saindo do cinema logo após de ver um filme chamado Trama macabra. Apesar do álbum ter tido uma exímia produção, não alcançaram o sucesso esperado. 
Em decorrência disso, os conflitos da banda foram se acentuando cada vez mais, os problemas de Charly com o resto da banda foram crescendo, nisso o guitarrista Gustavo Bazterrica começou a faltar nos ensaios, sendo sua ultima atuação no dia 23 de agosto de 1977 em Concepción, Uruguai. Após a desistência de Bazterrica, chamaram para substituí-lo Alejandro Cavotti, da banda Bubu.
Após mais rixas entre Charly e a Banda, na gravação do suposto terceiro álbum, aonde os integrantes queriam que cada canção fosse composta individualmente, Charly abandonou a banda.
Sem García houve mais uma semana de ensaio e o grupo entrou no acordo de se dissolver.

### Prólogo
Apesar da dissolução consolidada, em 11 de novembro de 1977, no Festival del amor, os integrantes de La Máquina compartiram o palco pela última vez, junto com artistas como Leon Gieco e David Lebón. 

## Membros
- Charly García - Piano, sintetizador, piano Fender, guitarra acústica e voz líder.
- Carlos Cutaia - Órgão, mellotron e piano.
- Gustavo Bazterrica - Guitarra elétrica, guitarra acústica e voz.
- José Luis Fernández - Baixo, contrabaixo acústico, guitarra acústica e voz.
- Oscar Moro - Bateria